# مؤسسة جيمي ويلز
مؤسسة جيمي ويلز لحرية التعبير هي مؤسسة خيرية مقرها المملكة المتحدة أسسها جيمي ويلز لمحاربة انتهاكات حقوق الإنسان في مجال حرية التعبير. أسس ويلز المؤسسة الخيرية بعد حصوله على جائزة من زعيم دبي ، شعر أنه لا يستطيع قبولها نظرًا لقوانين الرقابة الصارمة هناك، لكنه يدعي أنه لم يُسمح له بالرد. الرئيس التنفيذي هو
وريت كوبيل.